# Клён Миябе
Клён Миябе(лат. Acer miyabei; яп. クロビイタヤ — куробиитая) — вид деревьев рода Клён (Acer) семейства Сапиндовые (Sapindaceae).

## Ареал и среда обитания
Эндемик Японии, где встречается на Хоккайдо и в регионе Тохоку на севере Хонсю.
Этот находящийся под угрозой вид деревьев растёт на ограниченной территории вблизи ручьёв и рек.

## Описание

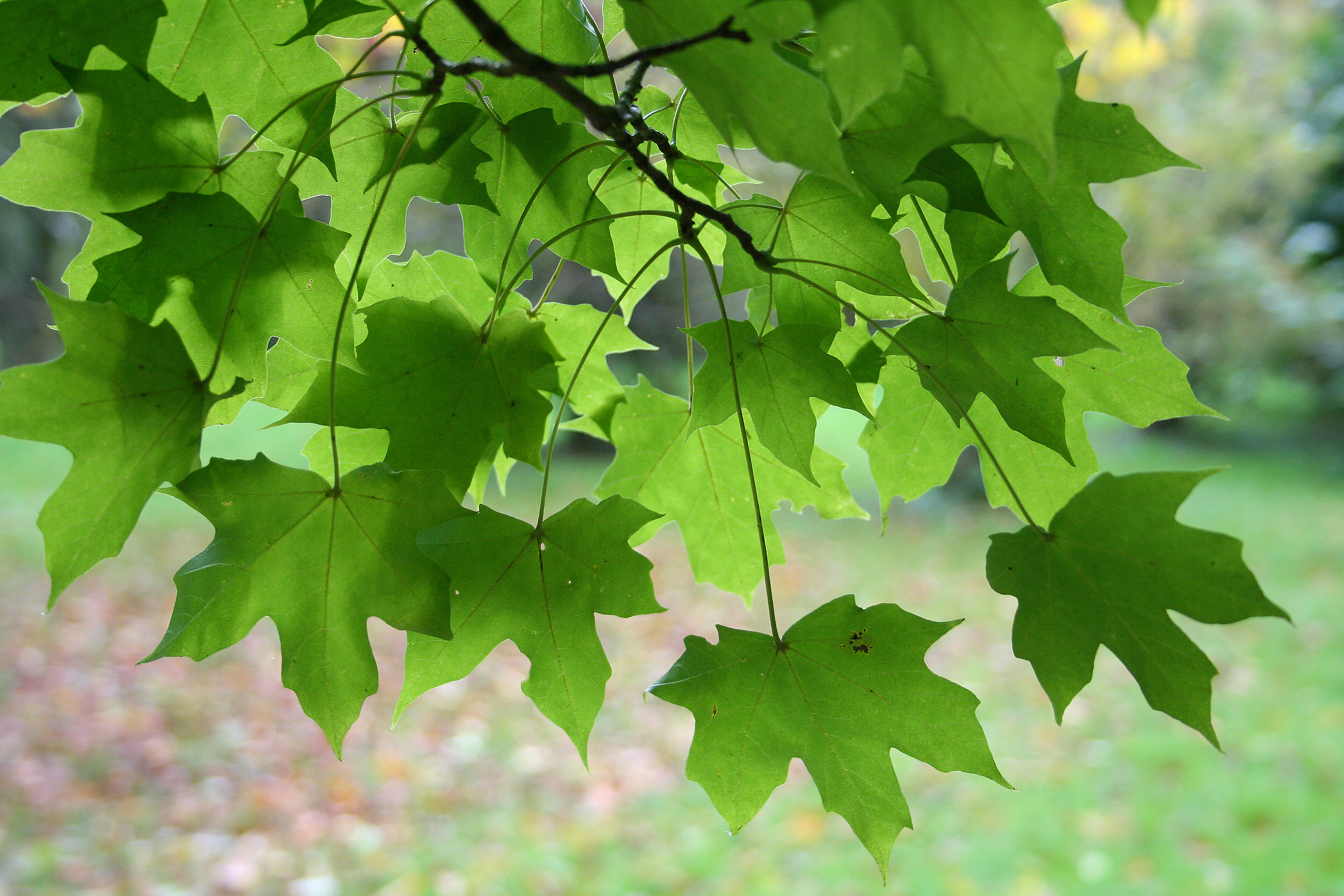
Клён Миябе, листва

Листопадное дерево от маленького до среднего размера, достигающее 10—20 м в высоту, и диаметра ствола 30—40 см.
Кора грубая серо-коричневая.
Листья пятилопастные (базальная пара лопастей обычно маленькая), 7—20 см длиной и 12—20 см шириной, черешок 5—15 см длиной; при надломе из черешка выделяется белый латекс.
Цветы жёлто-зелёные, собраны в стоячие соцветия. Цветёт весной, одновременно с распусканием листьев.
Плод — парная крылатка, крылышки образуют между собой угол 180º. Орешек плоский, 8 мм шириной, с 2 см крылышком.

## Систематика
Существует две разновидности:
- Acer miyabei var. miyabei. Крылатки опушены.
- Acer miyabei var. shibatai (Nakai) Hara. Крылатки голые.

Близкородственен китайскому виду Acer miaotaiense (некоторые авторы считают этот вид подвидом клёна миябе, в этом случае его правильным названием будет Acer miyabei subsp. miaotaiense (P.C.Tsoong) A.E.Murray) и европейскому клёну полевому.

## В культуре
В Санкт-Петербурге выращивается в парке Ботанического сада Петра Великого БИН РАН.